# Роговичі (Володимирський район)
Рого́вичі — село в Україні, у Локачинській селищній громаді Володимирського району Волинської області. Населення становить 73 особи.
Уродженцем села є Мартинюк Петро Пилипович — вояк УПА, 2009 року нагороджений орденом «За мужність» 3 ступеня.

## Географія
Селом протікає річка Луга.

## Історія
У 1906 році село Хорівської волості Володимир-Волинського повіту Волинської губернії. Відстань від повітового міста 33 верст, від волості 8. Дворів 56, мешканців 346.
12 червня 2020 року, відповідно до розпорядження Кабінету Міністрів України № 708-р «Про визначення адміністративних центрів та затвердження територій територіальних громад Волинської області», увійшло до складу Локачинської селищної територіальної громади.
19 липня 2020 року, в результаті адміністративно-територіальної реформи та ліквідації  Локачинського району, село увійшло до новоутвореного Володимир-Волинського району (від 18 липня 2022 Володимирського).

## Населення
Згідно з переписом УРСР 1989 року чисельність наявного населення села становила 74 особи, з яких 29 чоловіків та 45 жінок.
За переписом населення України 2001 року в селі мешкала 71 особа. 100 % населення вказало своєю рідною мовою українську мову.